# Kauffman Stadium
Das Ewing M. Kauffman Stadium (kurz: Kauffman Stadium, Spitzname: „The K“) ist ein Baseballstadion in der US-amerikanischen Stadt Kansas City im Bundesstaat Missouri. Es ist die Heimspielstätte der Kansas City Royals aus der American League der Major League Baseball (MLB). Das ursprüngliche Royals Stadium wurde am 2. Juli 1993 nach Ewing M. Kauffman benannt. Momentan stehen 37.903 Zuschauerplätze zur Verfügung.

## Geschichte
1967 sprachen sich die Wähler des Jackson Countys für die Errichtung des Truman Sports Complex aus, dass das Arrowhead Stadium für das Football-Franchise Kansas City Chiefs und ein Baseballstadion für die Kansas City Athletics beinhaltete. Obwohl der Besitzer der Athletics gerade einen neuen Vertrag zum Verbleib in Kansas City unterschrieben hatte, zogen diese noch vor der Saison 1968 nach Oakland in das neue Oakland-Alameda County Coliseum.
Der lokale Geschäftsmann Ewing M. Kauffman kaufte danach die Rechte für ein neues Franchise der MLB in Kansas City, so dass das neue Stadion schließlich verwirklicht wurde. Am 10. April 1973 wurde das Royals Stadium mit einem Sieg gegen die Texas Rangers eingeweiht.
Am 4. April 2006 bewilligten die Wähler des Jackson Countys eine Erhöhung der Umsatzsteuer um 3/8 %, um Renovierungen des Truman Sports Complex zu finanzieren. Die Renovierung des über dreißig Jahre alten Kauffman Stadions begann am 3. Oktober 2007 und führte zu einer Reihe von Änderungen, was auch eine Reduzierung der Zuschauerkapazität auf 39.000 beinhaltete. 2009 konnten die Umbauten abgeschlossen werden und die Saisoneröffnung am 4. April im renovierten Stadion gefeiert werden. Am 21. August 2010 wurde im Stadion der 70-millionste Besucher seit der Eröffnung gezählt.

## Veranstaltungen
Am 24. Juli 1973 wurde das MLB All-Star Game vor 40.849 Zuschauern ausgetragen. Die National League bezwang die American League mit 7:1. Fast vierzig Jahre später am 10. Juli 2012 war das Kauffman Stadium zum zweiten Mal Austragungsort des MLB All-Star Game. Die 40.933 Besucher sahen einen 8:0-Sieg der National League über die American League.
Vier Mal erreichten die Kansas City Royals die World Series. In der World Series 1980 gewannen sie zwei ihrer drei Heimspiele, verloren aber insgesamt mit 2:4 Spielen gegen die Philadelphia Phillies. Fünf Jahre später traf man in der World Series 1985 auf die St. Louis Cardinals. Die ersten beiden Heimspiele verloren sie und lagen zwischenzeitlich mit 1:3 zurück. Durch zwei Siege in den letzten beiden Heimpartien konnten die Royals vor eigenem Publikum ihre erste World Series mit 4:3 gewinnen. Die Kansas City Royals konnten in die World Series 2014 gegen die San Francisco Giants einziehen. Von den vier Heimspielen gewannen die Royals zwei Partien. Das entscheidende siebte Spiel der Serie verlor man knapp vor eigenem Publikum mit 3:2 und die Giants standen mit 4:3 als Sieger der World Series fest. Ein Jahr später spielten sich die Kansas City Royals erneut in die World Series. Die ersten beiden Heimspiele gewannen sie, danach konnten die Royals sich zu Gast bei den New York Mets in drei weiteren Spielen nochmals in zwei Partien durchsetzen und gewannen die Serie mit 4:1.

## Statuen
Vor dem Stadion stehen vier Statuen. Eine zeigt den Namensgeber des Stadions, Ewing M. Kauffman, zusammen mit seiner Frau Muriel. Die drei anderen sind den Spielern George Brett, Dick Howser und Frank White gewidmet.

## Buck O'Neil Legacy Seat
Zur Saison 2007 wurde inmitten der blauen Zuschauerplätze hinter der Home Plate ein roter Sitz montiert. Der Buck O'Neil Legacy Seat soll an den früheren Spieler Buck O’Neil, der am 6. Oktober 2006 mit 94 Jahren starb, erinnern. Es war sein Stammplatz. O'Neil spielte von 1937 bis 1955 für die Kansas City Monarchs in der Negro League. Zu jedem Heimspiel wird eine Person für den Platz ausgewählt, die den Geist des ehemaligen Spielers verkörpert. Bis 2008 befand dieser sich in Sektion 101, Reihe C, Sitz 1. Nach der Renovierung und der Neunummerierung der Sektionen 2009 befindet sich der Sitz in Sektion 127, Reihe C, Sitz 9.

## Galerie

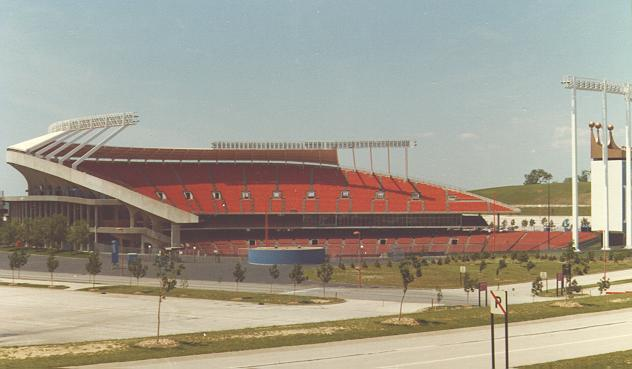
Das Royals Stadium, wie es 1981 aussah
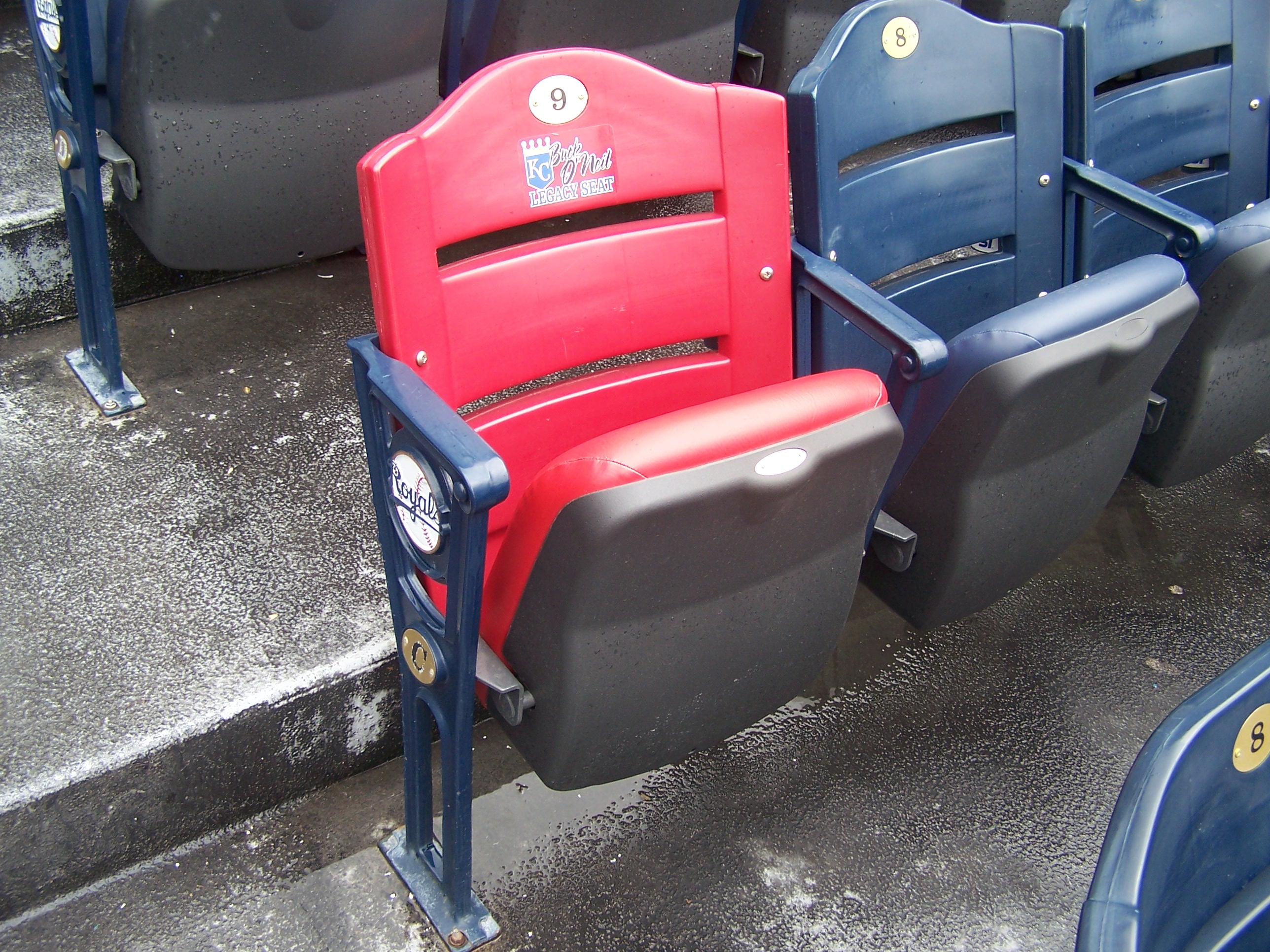
Der Buck O'Neil Legacy Seat (2009)
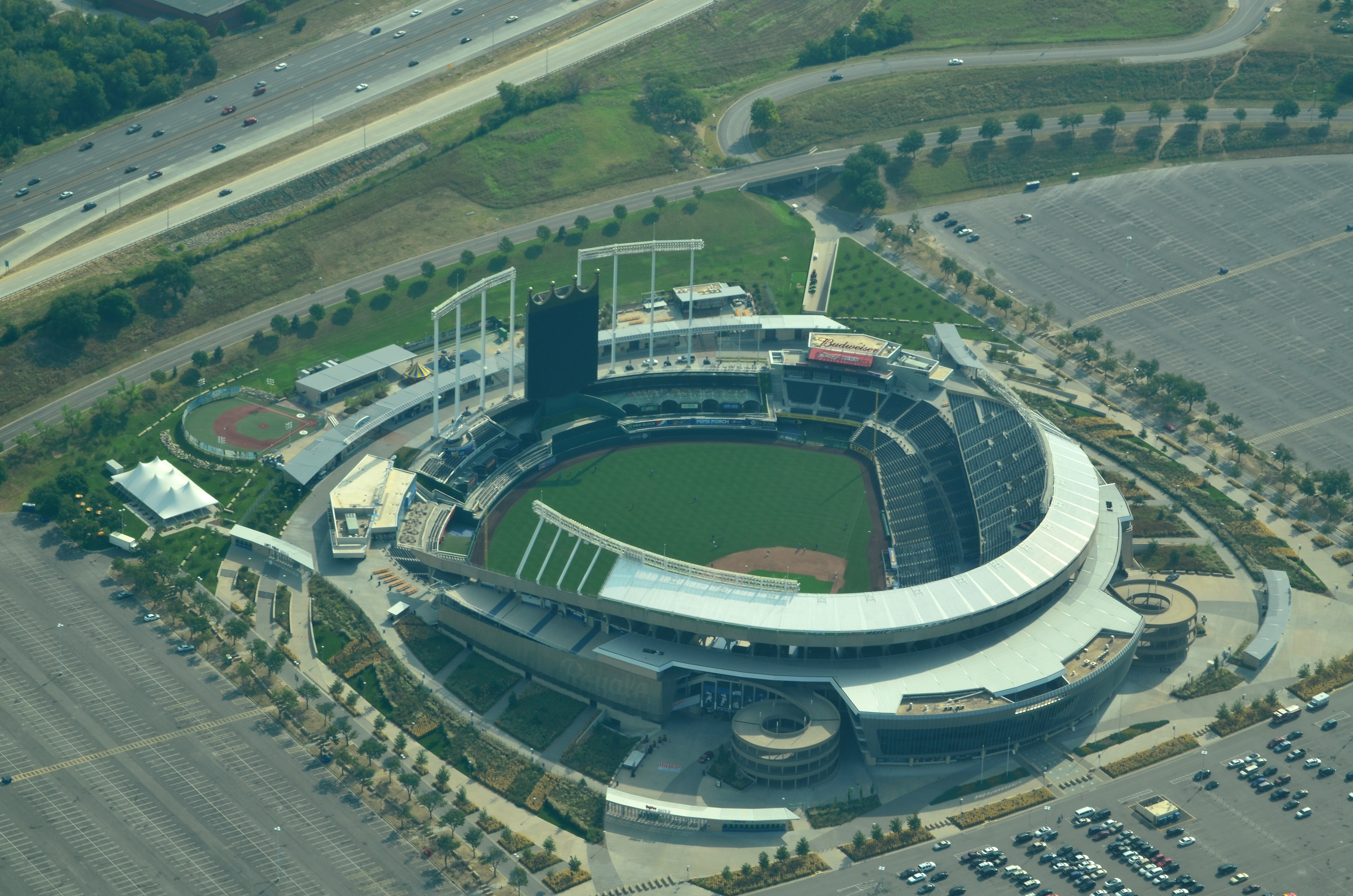
Luftbild vom Kauffman Stadium im August 2013